# Kecamatan Sulikigunungmas
Kecamatan Sulikigunungmas är ett distrikt i Indonesien.   Det ligger i provinsen Sumatera Barat, i den västra delen av landet, 1 000 km nordväst om huvudstaden Jakarta.